# 秋田県消防防災航空隊
秋田県消防防災航空隊（あきたけんしょうぼうぼうさいこうくうたい）は秋田県庁の組織。秋田県の防災組織であり、消防防災ヘリコプターを運用する。
1999年4月1日に設立された。基地を秋田空港内に設置しており、これは1999年11月30日に完成したものである。救急・救助・消防活動を任務としており、通年で出動態勢をとっている。飛行小隊と救助小隊の編制となっており、救助隊員は県内の各消防本部から派遣されている。操縦士と整備士は秋田県警察航空隊との併任である。
保有機体は川崎BK117C-2が1機、愛称は「なまはげ」。2019年10月25日運航開始。隊設立と同時に取得された川崎BK117C-1は2019年10月31日まで運航。

## 沿革
- 1999年4月1日：秋田県消防防災航空隊設立。
- 2008年6月：岩手・宮城内陸地震に緊急消防援助隊として出動。
- 2011年3月：東日本大震災に緊急消防援助隊として出動。
- 2016年8月：岩手県豪雨災害に伴う緊急消防援助隊応援出動。
- 2018年9月：北海道胆振東部地震に伴う緊急消防援助隊応援出動。